# Washington Heights (Manhattan)

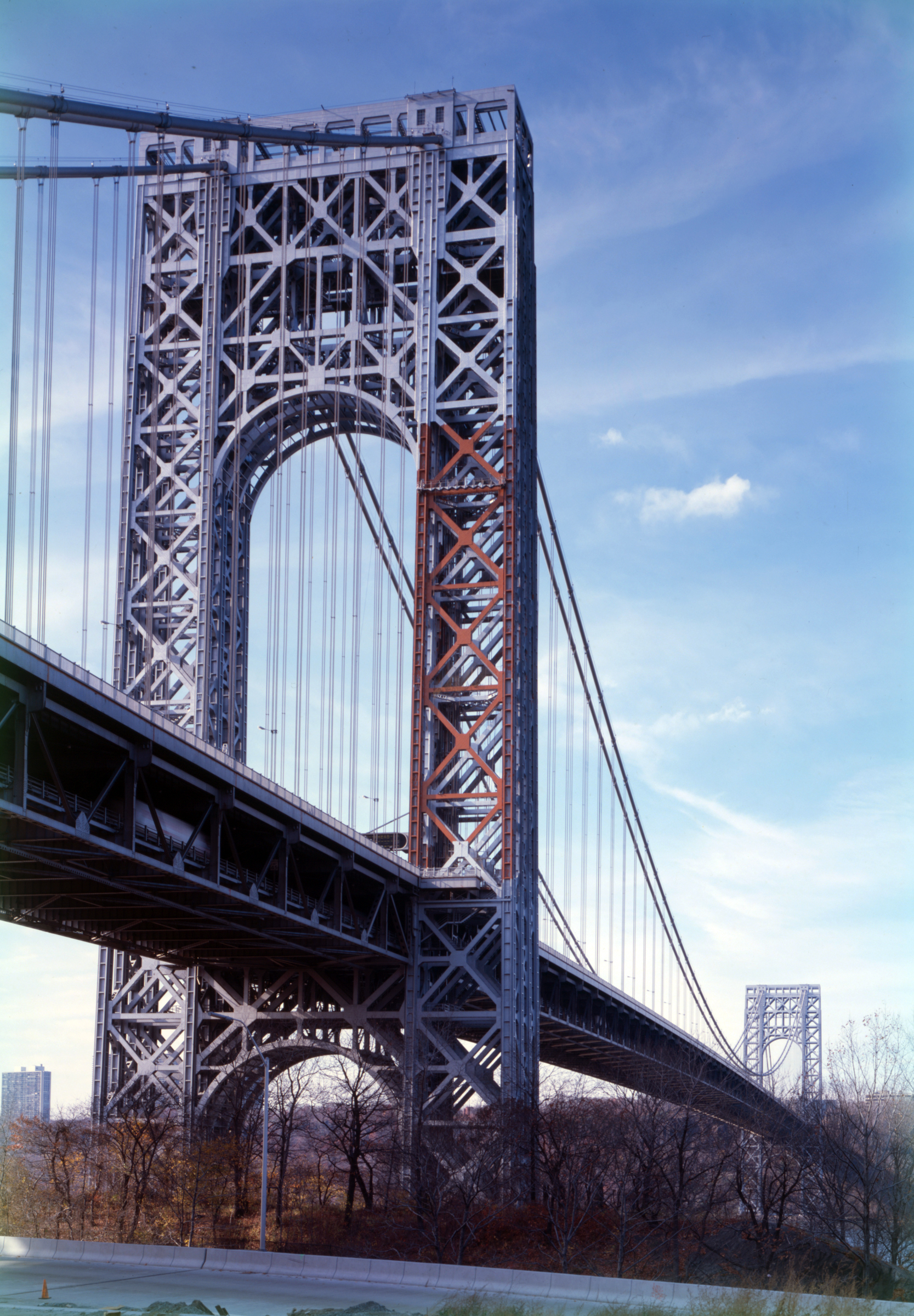
Puente George Washington.

Washington Heights (en español, “Los altos de Washington”) es un vecindario de la ciudad de Nueva York, Estados Unidos, situado en el extremo norte del distrito metropolitano de Manhattan. Se llama así por el Fuerte Washington, una fortificación construida por las tropas del Ejército Continental durante la Guerra Revolucionaria en el punto más alto de la isla de Manhattan, para defender la zona de las fuerzas británicas. Durante la batalla de Fort Washington, el 16 de noviembre de 1776, el fuerte fue capturado por los británicos, con un gran costo para las tropas estadounidenses: 130 soldados fueron muertos o heridos y, además, 2.700 fueron capturados y hechos prisioneros, muchos de los cuales murieron en naves-prisión ancladas en la Bahía de Nueva York. El progreso de la batalla está marcado por una serie de placas de bronce a lo largo de Broadway.

## Geografía
Washington Heights está en lo alto de una hilera de colinas en el Alto Manhattan, que se eleva hacia el norte desde el angosto valle que lleva la calle 125 a un antiguo embarcadero del río Hudson. Aunque antiguamente se consideraba que el vecindario llegaba tan al sur como la calle 125, en la actualidad está definido como la sección al norte de Harlem que va desde la calle 155, hasta Inwood, llegando hasta el extremo sur de la calle Dyckman (también conocida como calle 200). En el extremo norte de Washington Heights, cerca de la avenida Fort Washington y la calle 183, en el parque Benett, hay una placa que marca la mayor elevación natural de Manhattan, de 80,8 metros (265 pies) sobre el nivel del mar, en lo que fue la localización del Fuerte Washington.
Parte de la sección noroccidental de Washington Heights es también conocido como “Hudson Heights”, concretamente entre Broadway y el río Hudson y al sur hasta la calle 181, aunque esta denominación ya se utilizaba en los años 1700 para designar toda el área.
Debido a la alta población de origen latino, principalmente dominicanos, el barrio es también conocido como “Quisqueya Heights”, una referencia a la isla de La Española. El tramo de Broadway que discurre por esta zona es llamado entre los dominicanos como la “Avenida Dominicana”.
La avenida de St. Nicholas fue renombrada como “Juan Pablo Duarte Boulevard”, en el tramo que está al norte de la calle 162, en honor al héroe de la independencia de la República Dominicana; ambas denominaciones de la avenida son igualmente oficiales.

## Transporte

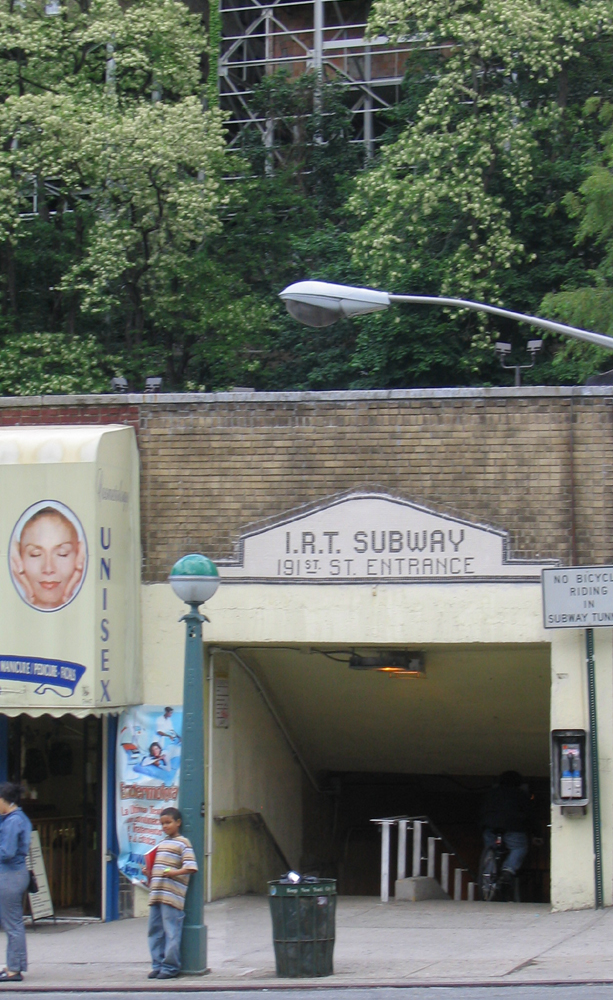
Entrada al Metro en Broadway.

Washington Heights está conectado a Fort Lee, Nueva Jersey, a través del puente George Washington. Esta obra maestra de la ingeniería, fue llamada en su momento el "Puente más Bello del Mundo" y es también conocida como "La Gran Dama Gris". Fue abierto al tráfico el 25 de octubre de 1931 y fue construido por el ingeniero Othmar H. Ammann, quien trabajaba para la entonces Autoridad Portuaria de Nueva York en calidad de ingeniero jefe. Los carriles inferiores fueron abiertos el 29 de agosto de 1962. Esta estructura está gestionada por la Autoridad Portuaria de Nueva York y de Nueva Jersey. Soportó un tráfico de 108.530.000 vehículos en 2006.
La Trans-Manhattan Expressway es una sección de la carretera Interestatal 95 que parte del puente George Washington en un tramo en trinchera entre las calles 178 y 179. Hacia el este, la autopista lleva al puente Alexander Hamilton, que cruza el río Harlem en dirección al Bronx y se enlaza con la autopista Cross-Bronx Expressway. El puente Washington (no confundir con el puente George Washington) cruza el río Harlem, justo al norte del puente Alexander Hamilton. El puente High es el más antiguo de los que cruzan el río Harlem aún en pie; este cruza el río justo al sur del puente Alexander Hamilton. Originalmente, llevaba el acueducto Croton, que fue parte del sistema de traída de aguas de la ciudad de Nueva York y posteriormente funcionó como un puente peatonal, cerrado en 1970. Recientemente se anunció que el puente High se reabrirá, después de una renovación con un coste proyectado de 20 millones de dólares estadounidenses.

### Metro
Washington Heights está servido por el Metro neoyorquino, que comunica el barrio directamente con el centro y con el Bronx. Prestan servicio al vecindario la línea de la Octava Avenida (rutas  y , por las avenidas de St. Nicholas y Fort Washington) y la de Broadway y Séptima Avenida (ruta 1, por Broadway y la avenida de St. Nicholas). Véase Metro de Nueva York.
Debido a la especial orografía del vecindario, la construcción del Metro en esta zona fue más complicada que en otras áreas de la ciudad. De hecho, en Washington Heights están las estaciones más profundas de la red (además de la estación situada en la isla de Roosevelt). La estación de la calle 191 y la avenida de St. Nicholas es la más profunda de la red, está a unos 55 metros (180 pies) por debajo del nivel de la calle. Las estaciones de las calles 168, 179 y 181 (tanto la de Fort Washington, como la de St. Nicholas) están inscritas en el Registro Nacional de Sitios Históricos.

### Autobuses
MTA New York City Transit presta servicio en Washington Heights con 14 líneas, que la conectan con el centro de Manhattan y con el Bronx.
El vecindario está servido, además, por la Terminal de Autobuses del Puente George Washington ("George Washington Bridge Bus Station"), ubicado en el bloque (“manzana” o "cuadra") comprendido entre la avenida Fort Washington y Broadway y las calles 177 y 178, cerca del puente que le da nombre. Fue abierta el 17 de enero de 1963. Está gestionada por la Autoridad Portuaria de Nueva York y Nueva Jersey y conecta el norte de Manhattan principalmente con el vecino estado de Nueva Jersey (al condado de Bergen); así como con otras localizaciones en Nueva York (al condado de Rockland y otros más al norte, vía Nueva Jersey) y Florida. También hay servicios a los tres aeropuertos de la región. Las principales compañías que operan desde esta terminal son New Jersey Transit, Red & Tan Lines/Coach USA y Shortline/Coach USA. En 2004 la estación tuvo un movimiento de 7,4 millones de pasajeros y 332.000 movimientos de vehículos.
Esta terminal fue construida por el arquitecto italiano Dr. Pier Luigi Nervi y es el primer ejemplo realizado en los Estados Unidos de este constructor del Estadio Olímpico de Roma en 1960, entre otras construcciones importantes.

## Sitios de interés

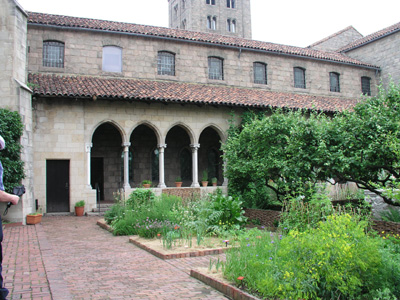
Los jardines de los Claustros en el parque Fort Tryon.

La atracción cultural y turística más conocida en Washington Heights son Los Claustros (The Cloisters) en el parque Fort Tryon en el extremo norte del vecindario, con vistas espectaculares hacia el río Hudson y los Palisades de Nueva Jersey. Es una sucursal del Museo Metropolitano de Arte y está dedicado al arte y cultura medievales europeos y localizado en un edificio de estilo medieval, cuyas piezas fueron compradas en Europa, llevadas a los Estados Unidos y reensambladas.
Otro museo importante, aunque poco visitado, es la Sociedad Hispánica de América (Hispanic Society of America, fundada en 1904, por Archer Milton Huntington, un hispanista), que acoge la mayor colección de pintura desde El Greco a Goya, tras el Museo del Prado, en Madrid, España, incluyendo una de las pinturas más famosas de Goya, “Cayetana, Duquesa de Alba”. Abrió en su localización de Audubon Terrace, en 1908, un edificio de estilo Beaux-Arts.
La casa más antigua de Manhattan, la Mansión Morris-Jumel, está localizada en el Distrito Histórico de Jumel Terrace, tiene estatus de monumento histórico, y está situada entre las calles 160 y 162 Oeste, un poco al este de la avenida St. Nicholas. Fue construida aproximadamente en 1765, como casa de verano para el coronel británico Roger Morris y su esposa Mary Philipse, con un estilo avanzado para su época. La mansión, construida en estilo palladiano (o neoclásico), reproduce las épocas colonial, en el período en que el general George Washington la ocupó durante la guerra revolucionaria estadounidense, y la del principio del siglo XIX, cuando Stephen y Eliza Jumel compraron la casa, en 1810.
Entre las propiedades ribereñas, ahora desaparecidas, estaba "Minnie's Land", hogar del artista y ornitólogo John James Audubon, propietario de la extensión de tierras y granjas ubicadas en lo que hoy es Audubon Terrace. Este distrito histórico fue designado como tal el 9 de enero de 1979. Este ornitólogo está enterrado en el cementerio de la Iglesia de la Intercesión (Church of the Intercession, 1915, tercera encarnación de la misma iglesia), una obra maestra realizada por el arquitecto Bertram Goodhue, antiguo anexo de la Iglesia de la Trinidad (Trinity Church) que constituye una parroquia propia, desde su segregación de la de la Trinidad en 1976. Es además un edificio histórico artístico.
En la sección de Hudson Heights se encuentran los restos de la primera estadounidense en ser canonizada por la Iglesia católica, la Madre Cabrini. Es patrona de los inmigrantes y fue la fundadora de las Hermanas Misioneras del Sagrado Corazón. Su cuerpo se encuentra en el altar del Santuario de la Madre Cabrini (Saint Frances Cabrini Shrine), sito en Fort Washington Avenue. Al tiempo de su canonización, en 1938, el Ayuntamiento renombró Northern Avenue como Mother Cabrini Boulevard y está situado en las proximidades del parque Fort Tryon.
El centro médico universitario Columbia-Presbyterian es uno de los más importantes del mundo, tiene cuatro escuelas universitarias y está afiliada a las Universidades de Columbia y de Cornell. Está ubicado entre las calles 163 y 168 y Broadway. A fecha de 2007, en este centro se habían formado 16 Premios Nobel.
Frente a este, la Pista de Atletismo Cubierta ("Track and Field"), la primera interior del país, que acoge el Salón de la Fama de Atletismo. Es la institución más conocida del vecindario, ocupa el antiguo solar del Hilltop Park, campo de los New York Highlander (hoy conocidos como New York Yankees), entre 1903 y 1912. Fue rehabilitado en 1998, siendo conocido desde entonces como "Youth Center" ("Centro Juvenil")
El "Little Red Lighthouse" (Pequeño Faro Rojo), es un pequeño faro localizado en el río Hudson (en el sitio conocido como Jeffrey's Hook, en el parque de Fort Washington), en la base del pilar más oriental del puente George Washington, que se hizo famoso por un libro infantil de 1942 (The Little Red Lighthouse and the Great Gray Bridge, escrito por Hildegarde Swift y Lynd Ward). Este faro funcionó entre 1921 y 1948, siendo clausurado ese año por la Guardia Costera de Estados Unidos y cedido al Departamento de Parques y Recreación de la Ciudad de Nueva York en 1951. El 29 de mayo de 1979, el Little Red Lighthouse se agregó al Registro Nacional de Lugares Históricos. Este es el único faro de la isla de Manhattan.
Sobre el puente George Washington se alza la bandera estadounidense al aire libre más grande del mundo. Mide 27,43 metros (90 pies) de largo, colgada verticalmente en la torre del lado de Nueva Jersey. Cada una de las franjas tiene un metro y medio (5 pies) de ancho y cada estrella 1,2 metros (4 pies) de diámetro. Cuando las condiciones atmosféricas lo permiten se cuelga la bandera en las siguientes fechas festivas estadounidenses: días de Martin Luther King, Jr, de los Presidentes, Memorial, de la Bandera, de la Independencia, del Trabajo, de Colón y el de los Veteranos.

## Parques
- Parque Benett, el punto más alto de la isla de Manhattan, lugar del Fuerte Washington.
- Parque Fort Tryon, en donde se sitúan el museo Los Claustros, con excepcionales vistas sobre el río Hudson y los Palisades de Nueva Jersey.
- Parque Highbridge, que recibe su nombre del puente homónimo, con buenas vistas sobre el río Harlem y el Bronx.
- Parque Fort Washington, en la ribera del río Hudson, donde se sitúa el "Little Red Lighthouse".
- Parque J. Hood Wright, entre las calles 173 y 176 y Ft. Washington

## Demografía
La Junta de Comunidad (Community Board) número 12 de Manhattan, que incluye los vecindarios de Washington Heights e Inwood tenía una población en el año 2000 de 208.414 habitantes. 
De éstos, 154.414 son de origen hispano o latino (que en Estados Unidos pueden ser de cualquier raza), lo que representa un 74,1% del total de la población.
El resto de la composición racial de los dos vecindarios es la siguiente: 28.242 habitantes son blancos; 17.480 son afroamericanos; 4.310 de las islas del Pacífico; 505 nativos estadounidenses; 727 de otras razas y 2.736 personas declararon ser de dos o más razas. 
Un 25,8% de la población tenía menos de 18 años en el año 2000. Un 52,5% de la población, es decir, 109.446 personas son mujeres, siguiendo una tendencia que se da en el resto de la isla de Manhattan.
Las personas nacidas en el extranjero totalizan 111.069 habitantes, lo que representa un 53,3% de la población de Washington Heights e Inwood. De estas, 78.818 nacieron en la República Dominicana, un 71 % del total de extranjeros, lo que la convierte en una de las comunidades más grandes en la ciudad de Nueva York. Le siguen los nacidos en Ecuador, Cuba, México, Rusia y Colombia, por este orden, a distancia de los dominicanos (ninguna otra nacionalidad, salvo la estadounidense, llega al 4% de la población en esta sección de Manhattan).
Las personas con capacidad para hablar y hacerse entender en inglés representan el 105.330 habitantes, un 54,3% de la población de la Comunidad.
La superficie de los dos vecindarios es de 7,51 km² (2,9 mi²), lo que representa aproximadamente un 35% de la superficie de la isla.

## Comunidad

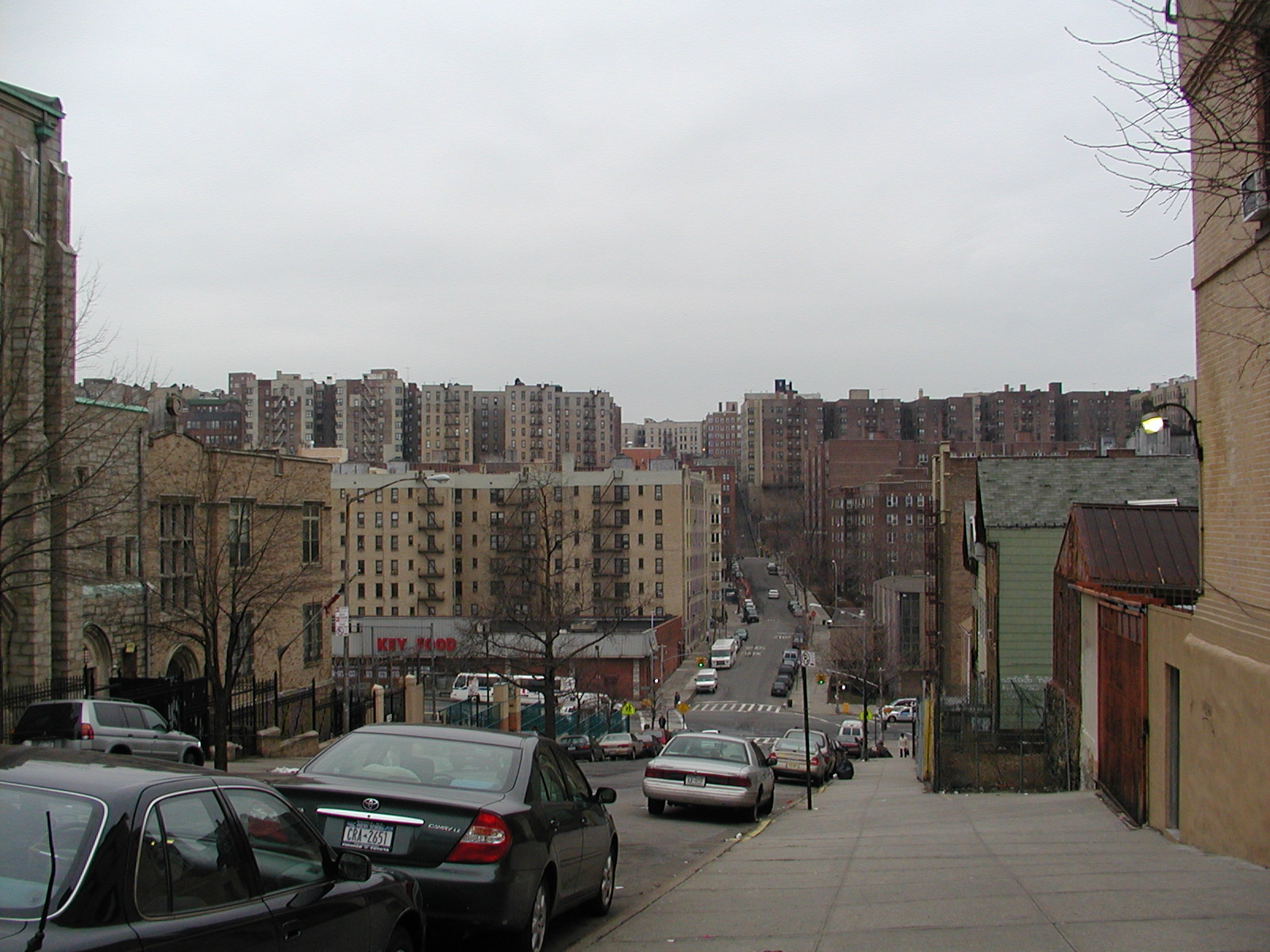
Vista de la calle 187, a la izquierda, la iglesia de Santa Isabel.

El vecindario tiene una mayoría de población de origen dominicano, de ahí que a veces sea referido como "Quisqueya Heights" y el idioma español es frecuentemente escuchado en sus calles. 
De hecho, de entre la población que no habla o tiene dificultad para hablar o hacerse entender en inglés, el español ocupa, con diferencia, el primer lugar de los idiomas hablados en Washington Heights e Inwood (un 93,4%, según el censo del año 2000). Es seguido, de lejos, por los idiomas ruso, francés y chino.
Desde la década de 1980, el vecindario ha sido la base más importante para los logros conseguidos por los dominicanos en las áreas política, cultural, deportiva y social.
También hay una significativa población judía, particularmente en la subsección denominada "Hudson Heights", descendientes de una ola previa de inmigrantes, así como de estudiantes (y recién licenciados) de la Universidad de Yeshiva, localizada en el vecindario (en la avenida de Ámsterdam). El actual uso del término "Hudson Heights" fue creado por una firma local inmobiliaria para atraer a los residentes más pudientes a esta zona. La idea funcionó y el nombre de Hudson Heights ha sido adoptado desde entonces por numerosos periódicos, normalmente para diferenciarlo del resto de Washington Heights por su decoración Art Decó, su carácter residencial y su cercanía al parque Fort Tryon y al río Hudson.Sin embargo, algunos rechazan el nombre.[138] Por ejemplo, el historiador del distrito de Manhattan, Robert W. Snyder, argumentó que la intención del nombre era "separar conceptualmente la zona del resto de Washington Heights", disminuyendo el "interés compartido en ambos lados de Broadway". En todo caso, la revitalización del barrio ha continuado en los últimos años, motivando la llegada de un Starbucks a la calle 181 y otras tiendas para gente adinerada, "spas", mercados "gourmet" y restaurantes. Todo esto, especialmente la apertura del Starbucks, ha sido saludado por la prensa como un renacimiento del barrio después de la crisis de los años 1980 y 1990.
El vecindario sufrió severamente la epidemia de " crack" desde principios de la década de 1980 y hasta mediados de los años 1990. Esto fue debido, en parte, a una pandilla del vecindario conocida como The Wild Cowboys ("Los vaqueros salvajes") o Red Top Gang, quienes estaban asociados con una persona llamada Yayo, de quien se dice es el inventor del "crack" y de cuya capacidad organizativa de bandas criminales, en cualquier caso, no se duda. Los "Wild Cowboys" fueron responsables de un alto número de delitos, especialmente asesinatos, a finales de los años 1980 y a principios de los años 1990. Robert Jackall escribió un libro, Wild Cowboys: Urban Marauders and the Forces of Order (Los vaqueros salvajes: merodeadores urbanos y las fuerzas del orden), describiendo los hechos que tuvieron lugar durante este período sin ley ni orden. Las personas sin hogar crecieron exponencialmente. Washington Heights se convirtió en el centro de distribución de droga más grande de noreste de los Estados Unidos en esa época. Fue apodada Ciudad del Crack por la prensa. Véase también Santiago Luis Polanco Rodríguez (Yayo) en la Wikipedia inglesa
Los delitos cayeron drásticamente desde mediados de la década de 1990, debido a tácticas policiales agresivas. La presencia policial aumentó y los propietarios de edificios consintieron que la policía patrullara en edificios de apartamentos, lo que facilitó el arresto de cientos de traficantes de drogas al año en Washington Heights. La gente era arrestada por delitos menores, lo que disuadió de portar armas. Una nueva comisaría de policía fue abierta en el área. Hoy su nivel de delitos, junto con el vecino Harlem, es mucho más bajo.

## Personas notables
- Lin-Manuel Miranda, dramaturgo, actor

- Ron Perlman (n. 1950), actor;

- Guy Williams, actor

- Magic Juan, cantante

- Cardi B, cantante, rapera, compositora y actriz

## Deportes
Tres de los equipos históricos del deporte profesional estadounidense, jugaron en el área de Washington Heights: los Gigantes de Nueva York, que ahora son los Gigantes de San Francisco, y los Yankees de Nueva York, en béisbol, así como los Gigantes de Nueva York, en fútbol americano. Los Gigantes de béisbol jugaron en Polo Grounds, en la calle 155 Oeste y Octava Avenida entre 1911 y 1957, los Yankees jugaron en este mismo campo entre 1913 y 1922 y los Mets de Nueva York (en béisbol) jugaron su temporada inaugural, la de 1962-1963 ahí.
Antes de que los Yankees jugaran en Polo Grounds, jugaron en la cancha de Hilltop Park, localizada en Broadway, entre las calles 165 y 168, en la actual localización del Centro Médico Columbia-Presbyterian, entre 1903 y 1912; en esa época eran conocidos como los Highlanders de Nueva York.
Tanto los Mets de Nueva York, como los Jets de Nueva York (de fútbol americano), empezaron a jugar en Polo Grounds, mientras el estadio Shea, en Queens, estaba en construcción.